# 龟山遗址
龟山遗址，位于江苏省淮安市洪泽县，是中华人民共和国江苏省文物保护单位之一。
2006年6月5日，授予江苏省文物保护单位，是一座古遗址。